# Südafrikanische Formel-Atlantic-Meisterschaft
Die Südafrikanische Formel-Atlantic-Meisterschaft (South African Formula Atlantic Championship) war eine von 1976 bis 1986 ausgetragene südafrikanische Motorsportserie, deren Reglement sich an das der Formel Atlantic anlehnte. Sie ersetzte die nach der Saison 1975 eingestellte Südafrikanische Formel-1-Meisterschaft und war ab 1976 die höchste nationale Motorsportklasse. Organisator war der Südafrikanische Motor Racing Club (SAMRaC). Die Meisterschaftsläufe fanden überwiegend auf Strecken in Südafrika statt, daneben gab es auch ein Rennen im benachbarten Rhodesien (Großer Preis von Rhodesien). Rekordmeister ist Ian Scheckter, der die Meisterschaft sechsmal für sich entscheiden konnte.

## Hintergrund
Die südafrikanische Fahrermeisterschaft war von 1960 bis 1975 nach dem Reglement der Formel 1 ausgetragen worden. Hierfür hatte der SAMRaC die Südafrikanische Formel-1-Meisterschaft organisiert. Im Laufe der Jahre hatte sich eine große Nähe zur Formel-1-Weltmeisterschaft entwickelt, wodurch die Kosten der Teilnahme erheblich gestiegen waren. Mit Ablauf der Saison 1975 stellte der SAMRaC daher aus wirtschaftlichen Gründen die nationale Formel-1-Meisterschaft ein und schrieb die Fahrermeisterschaft künftig nach dem Reglement der Formel Atlantic aus, das mit kleineren Motoren und günstigeren, zumeist der Formel 2 entlehnten Fahrzeugen geringeren wirtschaftlichen Aufwand bedeutete.
Die neue Serie zog in ihren ersten Jahren mehrere britische Rennwagenkonstrukteure an. Sie meldeten zwar keine Werksteams, unterstützten aber einzelne Fahrer. Chevron, March, Modus und Ralt stellten einigen Piloten ihre neuen Chassis kostenlos oder zu günstigen Konditionen zur Verfügung. Sie sollten die Wagen einem Praxistest unterziehen, damit die europäischen Kundenteams, an die sie einige Monate später ausgeliefert wurden, bereits erprobte Fahrzeuge erhalten konnten.

## Reglement

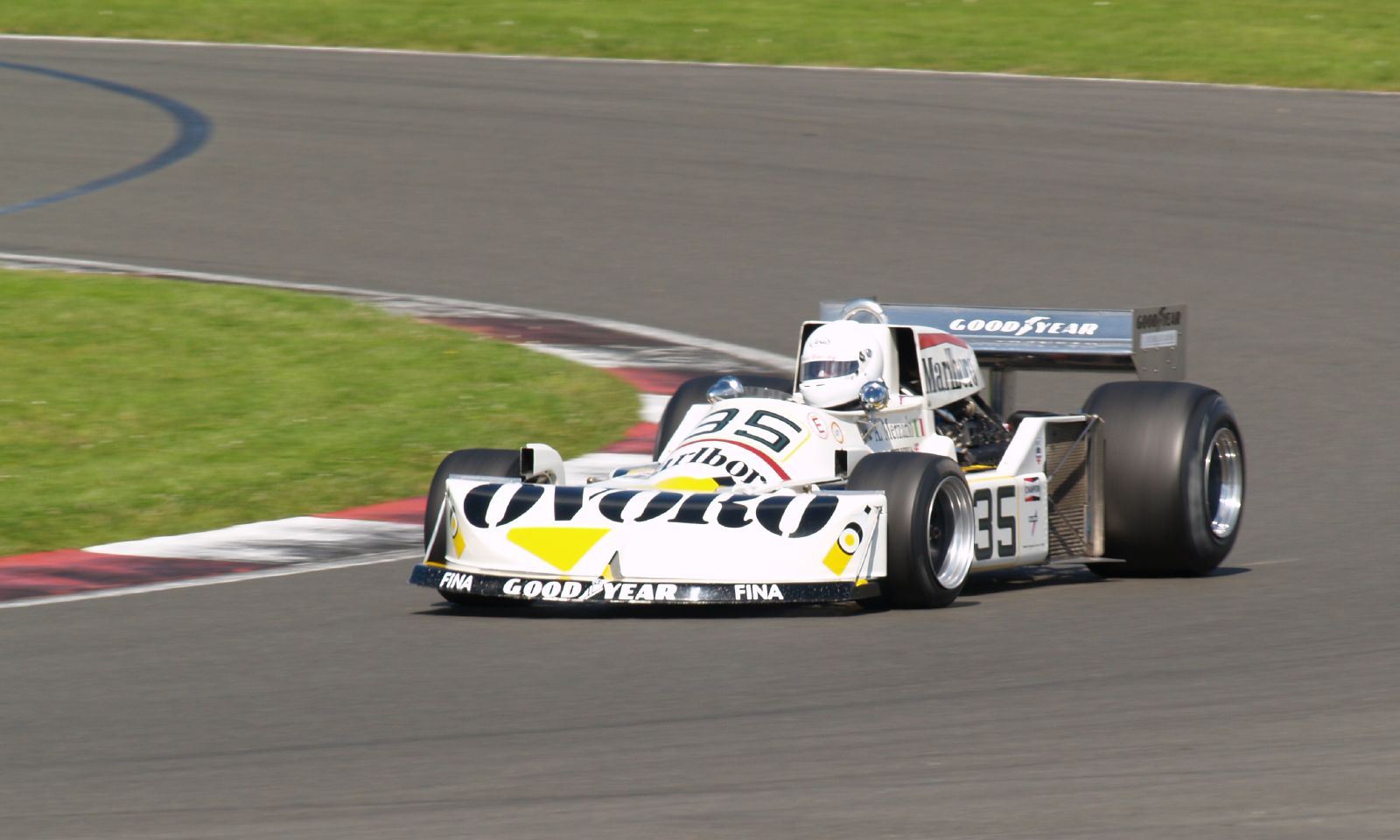
Das erste Siegerauto der neuen Rennserie: March 761B

Hinsichtlich der Chassis war das Reglement im Vergleich zu anderen Rennklassen offen gestaltet. Zugelassen waren offene vierrädrige Einsitzer, die den Vorgaben der 2 oder 3 entsprachen. Der überwiegende Teil der Fahrer setzte Formel-2-Autos britischer Hersteller ein, die teilweise modifiziert worden waren. Motorenseitig wurden bis 1979 einheitlich Cosworth-BD-Motoren verwendet, die von Cosworth entwickelt worden waren und einen Hubraum von 1,6 Litern hatten. Mit Beginn der Saison 1980 vollzogen die Organisatoren einen Wechsel zu Wankelmotoren von Mazda.

## Fahrer
Die Südafrikanische Formel-Atlantic-Meisterschaft war ganz überwiegend eine nationale Angelegenheit. Die meisten Fahrer waren Südafrikaner. Nur in den ersten Jahren traten gelegentlich europäische oder amerikanische Gastfahrer an. Zu ihnen gehörten Derek Bell, Bill Brack, Rupert Keegan und Gilles Villeneuve.

## Ergebnisse
| Saison | Meister           | Chassis     | Motor       | Punkte | Siege |
| ------ | ----------------- | ----------- | ----------- | ------ | ----- |
| 1976   | Ian Scheckter     | March 76B   | Cosworth BD | 69     | 7     |
| 1977   | Ian Scheckter     | March 77B   | Cosworth BD | 63     | 6     |
| 1978   | Ian Scheckter     | March 78B   | Cosworth BD |        | 4     |
| 1979   | Ian Scheckter     | March 79B   | Cosworth BD |        | 7     |
| 1980   | Tony Martin       | Chevron B31 | Mazda       |        | 12    |
| 1981   | Bernhard Tilanus  | March 78B   | Mazda       |        | 5     |
| 1982   | Graham Duxbury    | March 822   | Mazda       |        | 6     |
| 1983   | Ian Scheckter     | March 832   | Mazda       |        | 13    |
| 1984   | Ian Scheckter     | March 842   | Mazda       |        | 11    |
| 1985   | Trevor van Rooyen | Maurer MM83 | Mazda       |        | 11    |
| 1986   | Wayne Taylor      | Ralt RT4    | Mazda       |        | 5     |